# Запрудное (Крым)
Запру́дное (до 1945 года Дегерменко́й; укр. Запрудне, крымскотат. Degirmenköy, Дегирменкой) — село на южном берегу Крыма. Входит в Городской округ Алушта Республики Крым (согласно административно-территориальному делению Украины — в составе Маломаякского сельского совета Алуштинского горсовета Автономной Республики Крым).

## Население
| 2001 | 2014 |
| ---- | ---- |
| 851  | ↘788 |

Всеукраинская перепись 2001 года показала следующее распределение по носителям языка:
| Язык             | Число жит. | Процент |
| ---------------- | ---------- | ------- |
| русский          | 723        | 84,96   |
| украинский       | 77         | 9,05    |
| крымскотатарский | 37         | 4,35    |
| армянский        | 6          | 0,71    |
| белорусский      | 3          | 0,35    |
| молдавский       | 1          | 0,12    |

### Динамика численности
| - 1787 год — 368 чел. - 1805 год — 208 чел. - 1864 год — 649 чел. - 1886 год — 686 чел. - 1889 год — 788 чел. - 1892 год — 788 чел. - 1897 год — 1067 чел. - 1902 год — 1480 чел. | - 1915 год — 964/160 чел. - 1926 год — 1372 чел. - 1939 год — 864 чел. - 1989 год — 759 чел. - 2001 год — 851 чел. - 2009 год — 821 чел. - 2014 год — 788 чел. |

## Современное состояние
На 2018 год в Запрудном числится 14 улиц, 5 переулков, территория кордон Дайка и промышленная зона; на 2009 год, по данным сельсовета, село занимало площадь 208 гектаров на которой, в 331 дворах, проживало 821 человек. В селе действуют общеобразовательный комплекс школа-сад, сельский клуб, библиотека, фельдшерско-акушерский пункт, церковь священномученика Порфирия. Запрудное связано троллейбусным сообщением с Алуштой, Ялтой, Симферополем и соседними населёнными пунктами.

## География
Село расположено на Южном берегу Крыма, у подножия горы Роман-Кош, в балках речки Аян-Узень и её левых притоков, высота центра села над уровнем моря 369 м. К северо-западу от села имеется искусственное Бирюзовое озеро.
Село находится в южной части территории горсовета, у границы с Большой Ялтой, расстояние до Алушты около 17 километров (по шоссе), ближайшая железнодорожная станция — Симферополь-Пассажирский — примерно в 65 километрах. Соседние населённые пункты: примыкающее с юга, на другом берегу Аян-Узеня, Нижнее Запрудное, в 1,5 км южнее — Лавровое и в 1 км восточнее — Пушкино. Транспортное сообщение осуществляется по региональной автодороге 35Н-034 Нижнее Запрудное — Верхнее Запрудное от шоссе Пушкино — Запрудное — Краснокаменка (по украинской классификации — С-01-0108 ).

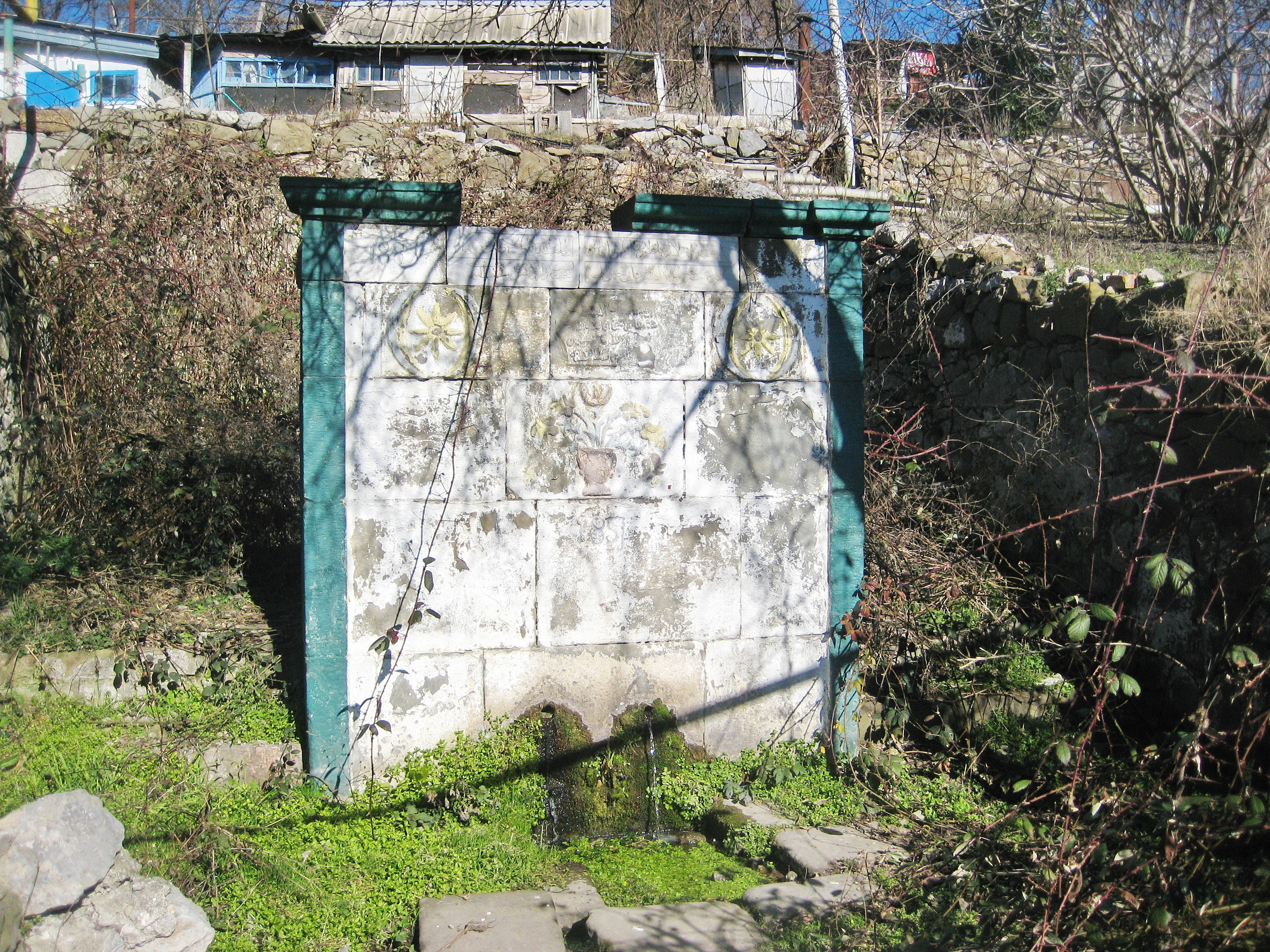
Фонтан Омюр-Чешме

## Достопримечательности
В центре села находится фонтан, который рекомендуется к охране как памятник крымскотатарской гидротехнической архитектуры. В верхнюю часть вделаны две плиты из белого мрамора с надписью арабской вязью: Хан Фараж Ольнеш Бек и Хан Князь Хасан Афанди 1299 10 февраля (1882 год).

## История
Древняя история греческого села Милохория (искажённое — Миляри) известна плохо — описан существовавший на юго-восточной окраине феодальный замок (с примыкающим поселением и церковью) XIII—XIV веков — Дегерменкойский исар, который исследователи относят к владениям княжества Феодоро. Бертье-Делагард относил Дегерменкой к владениям генуэзцев, но, по современным представлениям, селение и исар при нём оставались под властью феодоритов. В 1420-х годах в свете обострения отношений с генуэзцами производилась перестройка укреплений на южном берегу, расположенных у дорог, ведущих к перевалам, напротив генуэзских приморских поселений, в том числе и исара у села Милляри (напротив Партенита). После разгрома Феодоро османами в 1475 году селение вначале было включено в Инкерманский, впоследствии — Мангупский кадылык Кефинского санджака (эялета) империи. По материалам переписи Кефинского санджака 1520 года в трёх деревнях вместе — Бартинит, Гюргюлат и Дегирменли — проживало 114 полных немусульманских семей и 7 семей, потерявших мужчину-кормильца, мусульман же не числилось вовсе. В 1542 году в тех же селениях уже наличествовало мусульман 6 семей и 8 неженатых мужчин, немусульман — 87 семей, 59 неженатых и 4 «овдовевших» семьи. В XVII веке на южном побережье Крыма начинает распространяться ислам. По налоговым ведомостям 1634 года в селении числилось 5 дворов немусульман, все недавно прибывшие: из Партенита — 4, из Алушты — 1 двор. Документальное упоминание селения встречается в «Османском реестре земельных владений Южного Крыма 1680-х годов», согласно которому в 1686 году (1097 год хиджры) Дегирмен входил в Мангупский кадылык эялета Кефе. Всего упомянуты 62 землевладельца (15 иноверцев и 47 мусульман), владевших 2915-ю дёнюмами земли. После обретением ханством независимости по Кючук-Кайнарджийскому мирномуый договору 1774 года «повелительным актом» Шагин-Гирея 1775 года селение было включено в Крымское ханство в состав Бакчи-сарайского каймаканства Мангупскаго кадылыка, что зафиксировано и в Камеральном описании Крыма 1784 года в котором учтены три деревни: Дегирмен, Другой Дегирмен и Третий Дегирмен, что, видимо, соответствовало традиционным кварталам- маале, либо участкам — кесек. В эти годы состоялось выселение в Приазовье крымских христиан — греков и армян. По ведомости о выведенных из Крыма в Приазовье христианах" А. В. Суворова от 18 сентября 1778 года из Слободы Миляри выехало 57 греков — 32 мужчины и 27 женщин, а, по ведомости митрополита Игнатия, из Дерменской (Дермен-кой) выехало 14 семей. По ведомости генерал-поручика О. А. Игельстрома от 14 декабря 1783 года в селении Дегирмен после вывода христиан осталось 11 дворов, из которых «10 проданных, а 1 целой». В ведомости «при бывшем Шагин Герее хане сочиненная на татарском языке о вышедших християн из разных деревень и об оставшихся их имениях в точном ведении его Шагин Герея» и переведённой 1785 году, содержится список 12 жителей-домовладельцев деревни Деирмен кой, с подробным перечнем имущества и земельных владений. У 4-х числилось по 2 дома, 12 домов проданы (у некоторых продано по 2), у некоего Панаюта числилились «лняных полей 3 3 демерли засеву сад 1 лугов 2 пашень 7 3 четверти засеву», жильё же не записано. Почти у всех были кладовые, у некоторых — амбары. Из земельных владений у всех перечислены сады, льняные поля, пашни (засевы) и луга (сенокосы), троим принадлежали части лесу, у четверых записан «зимовник овечей». Также содержится приписка, что «Сверх показанных садов и 15 ореховых дерев». С этих пор греческое название селения окончательно вытесняется крымкотатарской калькой — Дермен-кой — оба означают деревню с мельницей.
После присоединения Крыма к России (8) 19 апреля 1783 года, (8) 19 февраля 1784 года, именным указом Екатерины II сенату, на территории бывшего Крымского Ханства была образована Таврическая область и деревня была приписана к Симферопольскому уезду. Перед Русско-турецкой войной 1787—1791 годов производилось выселение крымских татар из прибрежных селений во внутренние районы полуострова. В конце 1787 года из Дирменкоя были выведены все жители — 368 душ. В конце войны, 14 августа 1791 года всем было разрешено вернуться на место прежнего жительства. После Павловских реформ, с 1796 по 1802 год, входила в Акмечетский уезд Новороссийской губернии. По новому административному делению, после создания 8 (20) октября 1802 года Таврической губернии, Дегерменкой был включён в состав Алуштинской волости Симферопольского уезда.
По Ведомости о числе селений, названиях оных, в них дворов… состоящих в Симферопольском уезде от 14 октября 1805 года, в деревне Дегермен-кой числился 41 двор и 218 жителей, исключительно крымских татар. На военно-топографической карте генерал-майора Мухина 1817 года деревня Дерменкой обозначена с 40 дворами. После реформы волостного деления 1829 года Дергерменкой, согласно «Ведомости о казённых волостях Таврической губернии 1829 года» остался в составе Алуштинской волости. Именным указом Николая I от 23 марта (по старому стилю) 1838 года, 15 апреля был образован новый Ялтинский уезд и некоторые селения южнобережной части Алуштинской волости передали в его состав, в Дерекойскую волость, куда приписали и Дегерменкой. На карте 1836 года в деревне 80 дворов, как и на карте 1842 года.
В 1860-х годах, после земской реформы Александра II, деревня осталась в составе Дерекойской волости. Согласно «Списку населённых мест Таврической губернии по сведениям 1864 года», составленному по результатам VIII ревизии 1864 года, Дегерменкой — казённая татарская деревня, с 111 дворами, 649 жителями и 3 мечетями при речках Хабе, Узени, Венети и Дегерменклери-Узени, с примечанием, что состоит из 3-х участков. На трёхверстовой карте Шуберта 1865—1876 года в деревне Дерменкой обозначено 180 дворов. На 1886 год в деревне, согласно справочнику «Волости и важнѣйшія селенія Европейской Россіи», проживало 686 человек в 98 домохозяйствах, действовали мечеть и школа. По «Памятной книге Таврической губернии 1889 года», по результатам Х ревизии 1887 года, в деревне Дегерменкой числилось 166 дворов и 788 жителей. По «…Памятной книжке Таврической губернии на 1892 год» в деревне Дегерменкой, входившей в Дегерменкойское сельское общество, числилось 788 жителей в 164 домохозяйствах. На верстовой карте 1890 года в деревне обозначено 166 дворов.
После земской реформы 1890-х годов, которая в Ялтинском уезде прошла после 1892 года деревня осталась в составе преобразованной Дерекойской волости. Перепись 1897 года зафиксировала в деревне Дегерлинской 1 067 жителей, из которых 1 064 мусульмане (крымские татары). По «…Памятной книжке Таврической губернии на 1902 год» в деревнях Дегерменкой, Партенит и выселке Куркулет, составлявших Дегерменкойское сельское общество, вместе числилось 1480 жителей в 165 домохозяйствах. В 1913 году в деревне велось строительство мектеба. На 1914 год в селении действовала земская школа. По Статистическому справочнику Таврической губернии. Ч.II-я. Статистический очерк, выпуск восьмой Ялтинский уезд, 1915 год, в деревне Дегерменкой Дерекойской волости Ялтинского уезда, числилось 245 дворов (244 двора с землёй, 1 — безземельный) с татарским населением в количестве 964 человек приписных жителей и 160 — «посторонних», из которых 598 мужчин и 526 женщин. Жители владели 2119 десятинами удобной земли. В хозяйствах имелось 118 лошадей, 28 волов, 131 корова и 1449 голов овец, свиней, или коз.
После установления в Крыму Советской власти, по постановлению Крымревкома от 8 января 1921 года была упразднена волостная система и село подчинили Ялтинскому району Ялтинского уезда. В 1922 году уезды получили название округов, из Ялтинского был выделен Алуштинский район, а, декретом ВЦИК от 4 сентября 1924 года Алуштинский район был упразднён и Дегерменкой вновь присоединили к Ялтинскому. Согласно Списку населённых пунктов Крымской АССР по Всесоюзной переписи 17 декабря 1926 года, в селе Дегерменкой, центре Дегерменкойского сельсовета Ялтинского района, числилось 323 двора, из них 305 крестьянских, население составляло 1372 человека, из них 1300 крымских татар, 36 русских, 18 украинцев, 1 немец, 1 грек, 1 латыш, 15 записаны в графе «прочие», действовала татарская школа. Во время землетрясения 1927 года в деревне из 385 домов 198 были полностью разрушены. На 1928 год, согласно Атласу СССР 1928 года, село входило в Карасубазарский район. По данным всесоюзной переписи населения 1939 года в селе проживало 864 человек.
Во время Великой Отечественной войны в селе действовала подпольная организация. Её руководитель, Айше Караева, погибла в застенках гестапо.
В 1944 году, после освобождения Крыма от фашистов, согласно
Постановлению ГКО № 5859 от 11 мая 1944 года, 18 мая крымские татары были депортированы в Среднюю Азию: на 15 мая 1944 года подлежало выселению 232 семьи крымских татар, всего 961 житель, из них мужчин — 251, женщин 263, детей — 438 человек; было принято на учёт 158 домов спецпереселенцев. Есть данные, что из Дегерменкоя выселили 271 семью. А уже 12 августа 1944 года было принято постановление № ГОКО-6372с «О переселении колхозников в районы Крыма», по которому в Алуштинский район из Краснодарского края переселялось 7500 человек, в том числе и в опустевший Дегерменкой и в сентябре 1944 года в район приехали первые новоселы (2349 семей) из Краснодарского края, а в начале 1950-х годов последовала вторая волна переселенцев из различных областей Украины. Указом Президиума Верховного Совета РСФСР от 21 августа 1945 года Дегерменкой был переименован в Запрудное и Дегерменкойский сельсовет — в Запрудновский. С 25 июня 1946 года Запрудное в составе Крымской области РСФСР. В 1948 году территория Ялтинского района передан полностью в состав Ялтинского горсовета и Запрудное вошло в состав Большой Ялты. 26 апреля 1954 года Крымская область была передана из состава РСФСР в состав УССР. Время передачи сельсовета в Алуштинский район и его упразднения пока не установлено — возможно, это произошло в одно из преобразований 1962—1965 годов:: на 15 июня 1960 года совет, уже в составе Алуштинского района, ещё существовал, а на 4 января 1965 года фигурирует Маломаякский. 1 января 1965 года, указом Президиума ВС УССР «О внесении изменений в административное районирование УССР — по Крымской области», Алуштинский район был преобразован в Алуштинский горсовет и село также включили в его состав. По данным переписи 1989 года в селе проживало 759 человек. С 12 февраля 1991 года село в восстановленной Крымской АССР, 26 февраля 1992 года переименованной в Автономную Республику Крым. С 21 марта 2014 года в составе Крыма аннексировано Россией, с 5 июня 2014 года — в Городском округе Алушта.

### Цитата
Дегерменкой — высоко. Это — горная деревня. Тут — бурые буйволы с покорно вытянутыми плоскими шеями; ишаки — пегие, с черными полосами вдоль спины и с черными хвостами; два фонтана, к которым ходят за водой татарки с медными кувшинами на плечах и где в медных тазах полощут белье.
     Виноград, табак, груши, фундук, шелковицы, черешни, орехи - это его детство. А по зимам еще сосновый лес на предгорье, куда ходил он за дровами со своим бабаем и откуда, согнувшись, но бодро приносил свою вязанку… (Сергеев-Ценский. Жестокость

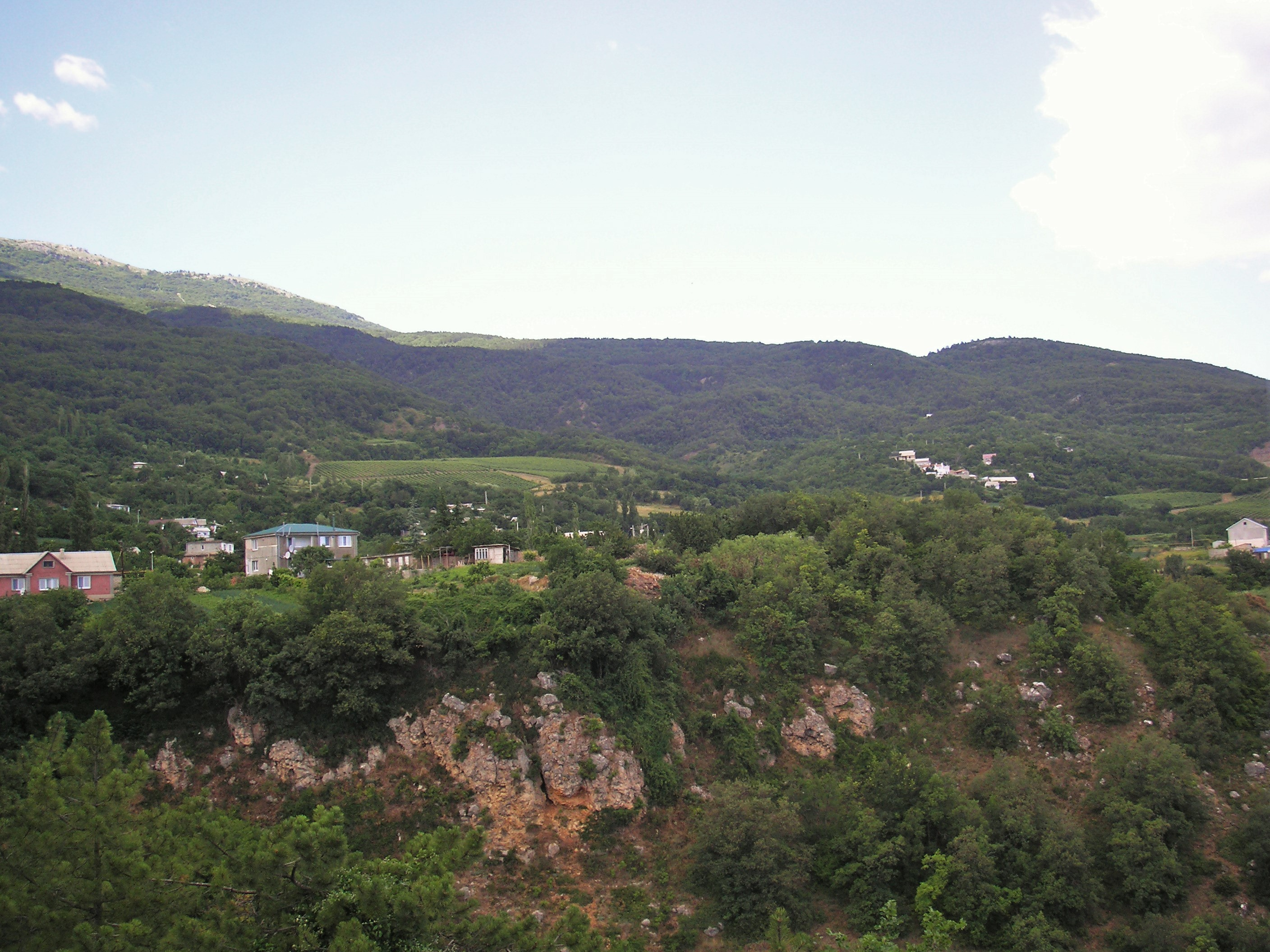
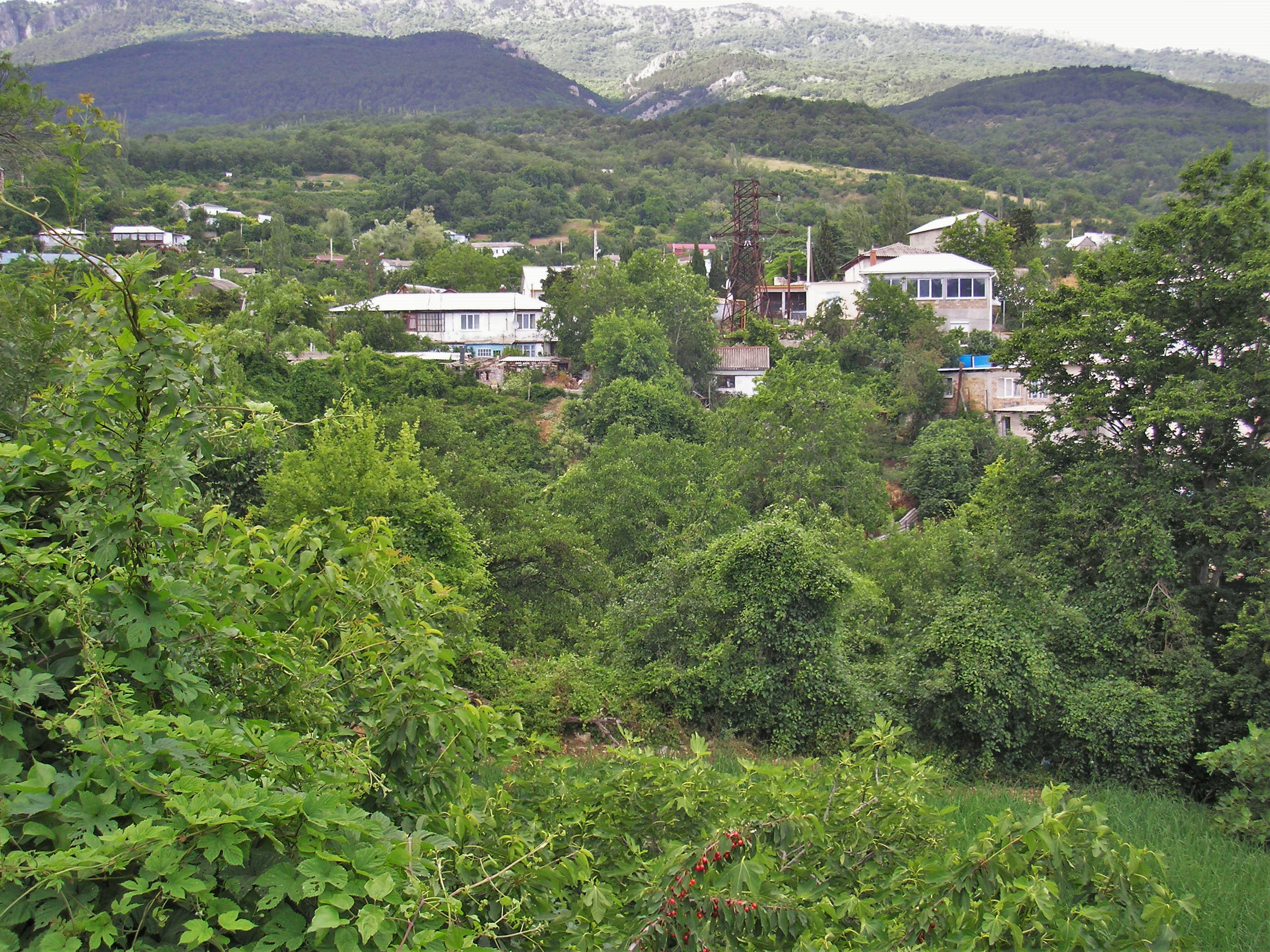
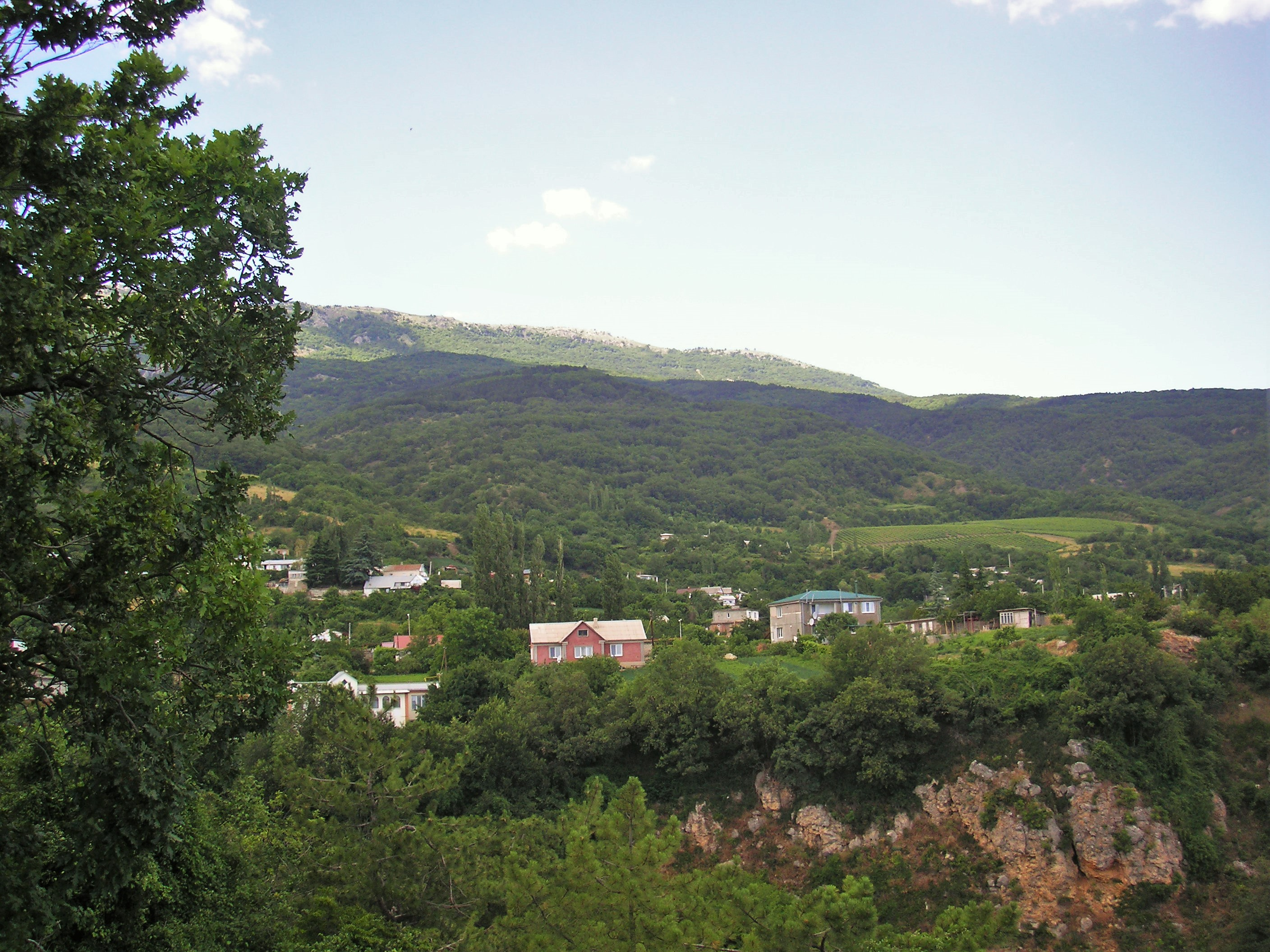

## Религия
- Церковь Порфирия Эфесского[90].
- Часовня Людмилы Чешской[91].